# Crimson (Edge-of-Sanity-Album)
Crimson ist das fünfte Studioalbum der schwedischen Melodic-Death-Metal-Band Edge of Sanity. Es erschien am 2. April 1996 über Black Mark Production.

## Entstehung
Mit dem Werk setzte Dan Swanö seine Idee eines Albums um, welches nur aus einem Lied besteht. Entstanden ist es innerhalb von 24 Stunden und nach Angaben von Metal.de wurden die Studioaufnahmen innerhalb von zwölf Stunden abgeschlossen. Crimson wurde zum kommerziell erfolgreichsten Werk der Band und nach der Veröffentlichung folgte die einzige Headliner-Tournee durch Deutschland in der Geschichte der Band.

## Titelliste
| # | Titel   | Länge |
| - | ------- | ----- |
| 1 | Crimson | 40:00 |

## Stil
Nach Ansicht des Online-Magazins laut.de soll der Song schlüssig „alle Stärken der Band“ vereinen und „zwischen schnell und langsam, melodisch und brutal“ alles abdecken, „was das Herz begehrt“. Stilistisch setzt Songwriter Swanö u. a. „Flamenco-Gitarren, groovige(n) Death Metal, Blastbeat-Geknüppel, progressive(n) Death Metal, melodische(n) Göteborg-Stil, schrill-jazziges Gewüste, Black Metal, knallharte(n) Prog Metal, […] Stoner Doom, verträumte(n) 70er-Proggie Rock“ ein. Als Sänger variiert Dan Swanö seine Stimme von melodischem Klargesang bis hin zu gutturalem Gesang.

## Rezeption
In seinem „Blast-From-The-Past-Review“ von Ende August 2023 bezeichnet Markus Endres, geschäftsführender Redakteur und stellvertretender Redaktionsleiter des deutschsprachigen Online-Magazins Metal.de, das Album als „Meisterwerk und ihr zweites Opus magnum“ von Edge of Sanity. Bei Metal1.info erhielt das Album von Christian Heckmann in einer 2013 veröffentlichten Rezension zehn von zehn Punkten.